# Kenessey Kálmán (növénynemesítő)
Kenesei Kenessey Kálmán (Kápolnásnyék, 1822. március 1. – Kápolnásnyék, 1913. július 3.) növénynemesítő, miniszteri tanácsos, megyei alispán. 
a pénz... az a mindenható kocsikenőcs, mi nélkül a polgárzat szekere szörnyen nyikorog. Az alap azonban mégis az erkölcsi élet szeplőtelen tisztasága legyen

## Élete
Iskoláit Székesfehérvárt, Pesten és Pápán végezte. Az ügyvédi oklevelet is megszerezvén, szülei kívánságára megyei szolgálatba lépett. 1848-ban István főherceg nádor felszólítására mint a Fejér vármegyei önkéntes csapat tagja a csatatérre vonult. A szabadságharc befejeződése után birtokára tért vissza s gazdálkodott; ismereteit a német és az angol szakirodalommal is gyarapította. 1865-ben Fejér vármegye alispáni hivatala elfoglalására szólították fel, melyre 1867-ben újból megválasztották. 1868-ban Gorove István a földművelési minisztériumba hívta meg osztálytanácsosnak. Emlékezetessé tette működését azzal, hogy a kultúrmérnökség létesítése mellett ő szállott síkra munkájával. Betegeskedése miatt kilépett az államszolgálatból, mely alkalomból kiváló szolgálatai elismeréséül a miniszteri tanácsosi rangra emeltetett és a vaskorona rendet kapta. Ezután kápolnásnyéki mintaszerűen kezelt birtokán gazdálkodott. Fejér vármegye közgazdasági előadója és gazdasági egyesületének alelnöke volt. Főként a búza, az árpa és a burgonya nemesítésével ért el eredményeket.

## Írásai
Cikkei a Pesti Hirlapban (1841. 25. sz. Pillanat fenyítékünkre), a Regélő Pesti Divatlapban (1842. francziából ford.), a Honderüben (1843-44. beszélyek), a Vasárnapi Ujságban (1856. A kis birtokosok jóllétének előmozdításáról, 15 arany pályadíjat nyert mű), a Gazdasági Lapokban (1856. Cenk és vidéke gazdasági tekintetben, Hazai adtok a bivicről, 1858., 1860., 1862., 1864. A fekete málvavirág termesztéséről. 1866. A martonvásári gazdaság leírása, 1868. Kendertermelésünk ügyéhez, 1869. A vesztegintézetek szervezése sat., 1873. A rozsdáról, 1874. A gazdasági cselédek állandósításáról sat.), a Falusi Gazdában (1856. Trágyáról, 1857. Neveljünk gyümölcsfákat, Az állatbiztosításról. 1858. A belterjességről, A répamívelésről, Minimumféle sat., 1864. Egy kis alap az inség enyhítéséhez, 1865., 1868. A fehérmegyei gazdasági egylet ügyében. 1874. Tanuljunk a bolgároktól), a Vahot Imre nagy Naptárában (1856. Igénytelen fejtegetése ezen pályafeladatnak: Adassék elő rövideden és értelmesen több oly fő mód és eszköz, mik által a magyarországi kisebb földbirtokosok gazdasági, különösen földmívelési állapotát, érdekeit és ez által anyagi jobblétét előmozdítani, emelni lehetne, 12 arany pályadíjat nyert) a Pesti Naplóban (1856. 251. sz. Biztosítsuk vagyonunkat a jégkár ellen), a M. Sajtóban (1857. 108. sz. A gazdasági kiállításról), a Délibáb képes Naptárban (1857. Igénytelen nézetek a sor- és szórtvetés fölött), a M. Gazdában (1859. Az ugar kezeléséről, 1860-61. A szarvasmarhabiztosításról), a Kertész Gazdában (1869. Nézetek a hazai halászat ügyében, Káros-e a méhtartás a szőlőkben?, 1871. Az érdiószegi vinczellérképezde), a Képes Ujságban (1860. 11. sz. Óvszer a marhavész ellen), a Borászati Füzetekben (1869. A londoni borkiállítás ügyében), az Egyes Közleményekben (1873. A gazdasági cselédek állandósításáról), a Gyakorlati Mezőgazdában (1873. A földmívelési szakértelem szükséges volta, 1874. Az ausztráliai búza ügyében sat.), a Földmív. Érdekeinkben (1873-1874. A festő-csülleng ügyében, A gazdasági szakértelem terjedése Angliában, a Tiszavölgy birtokosaihoz, a margitszigeti magnemesítő telep sat.); az Erdélyi Gazdának is munkatársa volt.
Szerkesztette a Közgazdászati Hetilapot 1870. január 3-tól április 30-ig.

## Művei
- Miként gazdálkodjunk? vagyis a kisbirtokosok jóllétének előmozdításáról. A magyar földmívesek számára. Koszorúzott pályamunka. Pest, 1857.
- Egy-két őszinte szó társadalmi viszonyainkat érdeklőleg. Pest, 1857. (Ism. Kalauz 1857. július 4.) Online
- A szántó-vető aranyszabályai. Rövid utasítás a kis gazdák számára. A magyar gazdasági egyesület által jutalmazott pályamunka. Uo. 1858. (2 kiadás. Uo. 1859.)
- Mezőgazdasági munkaerő-calamitas. Pest, 1868. Online
- Viszhang a «Hazánk» cz. politikai lapban megjelent: Hogy segítsen magán a szegény ember? czikkre. Székes-Fehérvár, 1868.
- Nézetek a hazai halászat ügyében. Uo. 1869.
- A népbankokról. Uo. 1869. (A «Corvina» kiadványa.)
- A trágyakezelés népszerű kézikönyve. Bpest, 1873.
- Gazdasági cselédeink állandósításáról. Uo. 1874.
- A búza vetőmag nemesítéséről. Uo. 1874.
- Az iskolai takarékpénztárak. Uo. 1875.
- A nemes fűz művelése. Utasítás ültetvények alakítása és gondozására. Noethlichs J. L. után saját jegyzeteivel bővítve. Uo. 1876.
- A culturmérnöki intézmény külföldön és annak meghonosítása. Uo. 1878. (Különny. a Nemzetgazdasági Szemléből.)
- A magyar gazdák Székesfehérváron 1879. jún. 3-5. napján tartott 2. orsz. értekezletén tárgyalt első kérdése sat. Uo. 1879.
- Néhány szó a rajnai hajózásról Uo. 1890. (Különnyomat a Gazdasági Mérnökből.)

## Kéziratban
- Olasz bosszú, vígj. 1 felv., Scribe, Delustre és Dernoyer után ford.